# S/2003 J 10
S/2003 J 10 je prirodni satelit planeta Jupiter iz grupe Carme, otkriven 2003. godine. Retrogradni nepravilni satelit s oko 2 kilometra u promjeru i orbitalnim periodom od 700.129 dana.